# Kajakarstwo na Letnich Igrzyskach Olimpijskich 2020 – K-4 500 m kobiet
K-4 500 metrów kobiet to jedna z konkurencji w kajakarstwie klasycznym rozgrywanych podczas Letnich Igrzysk Olimpijskich 2020. Kajakarki rywalizowały między 6 a 7 sierpnia na torze Sea Forest Waterway. 

## Terminarz
Wszystkie godziny są podane w czasie tokijskim (UTC+09:00).
| Data            | Godzina |              |
| --------------- | ------- | ------------ |
| 6 sierpnia 2021 | 10:30   | Eliminacje   |
| 6 sierpnia 2021 | 12:05   | Ćwierćfinały |
| 7 sierpnia 2021 | 10:07   | Półfinały    |
| 7 sierpnia 2021 | 12:12   | Finały       |

## Wyniki

### Eliminacje
Pierwsze dwie osady z każdego biegu awansowała do półfinału pozostałe osady awansowały do ćwierćfinału.
Bieg 1
| Pozycja | Tor | Zawodniczki                                                                  | Państwo       | Czas     | Uwagi |
| ------- | --- | ---------------------------------------------------------------------------- | ------------- | -------- | ----- |
| 1.      | 4   | Danuta Kozák Tamara Csipes Anna Kárász Dóra Bodonyi                          | Węgry         | 1:33,335 | SF    |
| 2.      | 2   | Lisa Carrington Alicia Hoskin Caitlin Regal Teneale Hatton                   | Nowa Zelandia | 1:33,959 | SF    |
| 3.      | 5   | Marharyta Machniewa Nadzieja Papok Wolha Chudzienka Maryna Litwinczuk        | Białoruś      | 1:34,785 |       |
| 4.      | 7   | Andréanne Langlois Michelle Russell Alanna Bray-Lougheed Madeline Schmidt    | Kanada        | 1:38,971 |       |
| 5.      | 3   | Manon Hostens Vanina Paoletti Sarah Guyot Léa Jamelot                        | Francja       | 1:39,032 |       |
| 6.      | 6   | Marija Kiczasowa-Skoryk Ludmyła Kuklinowśka Anastasija Todorowa Maríja Powch | Ukraina       | 1:39,224 |       |

Bieg 2
| Pozycja | Tor | Zawodniczki                                                                    | Państwo                     | Czas     | Uwagi |
| ------- | --- | ------------------------------------------------------------------------------ | --------------------------- | -------- | ----- |
| 1.      | 4   | Karolina Naja Anna Puławska Justyna Iskrzycka Helena Wiśniewska                | Polska                      | 1:33,468 | SF    |
| 2.      | 5   | Sabrina Hering-Pradler Melanie Gebhardt Jule Hake Tina Dietze                  | Niemcy                      | 1:34,681 | SF    |
| 3.      | 7   | Li Dongyin Zhou Yu Ma Qing Wang Nan                                            | Chiny                       | 1:36,249 |       |
| 4.      | 2   | Jaime Roberts Jo Brigden-Jones Shannon Reynolds Catherine McArthur             | Australia                   | 1:37,407 |       |
| 5.      | 3   | Emma Jørgensen Julie Funch Sara Milthers Bolette Nyvang Iversen                | Dania                       | 1:38,453 |       |
| 6.      | 6   | Natalja Podolskaja Anastasija Dołgowa Kira Stiepanowa Swietłana Czernigowskaja | Rosyjski Komitet Olimpijski | 1:39,166 |       |

## Ćwierćfinał
Osady z miejsc 1 - 6 awansowały do półfinału, pozostałe do finału B
| Pozycja | Tor | Zawodniczki                                                                    | Państwo                     | Czas     | Uwagi |
| ------- | --- | ------------------------------------------------------------------------------ | --------------------------- | -------- | ----- |
| 1.      | 5   | Marharyta Machniewa Nadzieja Papok Wolha Chudzienka Maryna Litwinczuk          | Białoruś                    | 1:35,534 | SF    |
| 2.      | 4   | Li Dongyin Zhou Yu Ma Qing Wang Nan                                            | Chiny                       | 1:36,379 | SF    |
| 3.      | 1   | Marija Kiczasowa-Skoryk Ludmyła Kuklinowśka Anastasija Todorowa Maríja Powch   | Ukraina                     | 1:36,948 | SF    |
| 4.      | 7   | Manon Hostens Vanina Paoletti Sarah Guyot Léa Jamelot                          | Francja                     | 1:37,138 | SF    |
| 5.      | 6   | Jaime Roberts Jo Brigden-Jones Shannon Reynolds Catherine McArthur             | Australia                   | 1:37,601 | SF    |
| 6.      | 2   | Emma Jørgensen Julie Funch Sara Milthers Bolette Nyvang Iversen                | Dania                       | 1:37,682 | SF    |
| 7.      | 8   | Natalja Podolskaja Anastasija Dołgowa Kira Stiepanowa Swietłana Czernigowskaja | Rosyjski Komitet Olimpijski | 1:38,372 | FB    |
| 8.      | 3   | Andréanne Langlois Michelle Russell Alanna Bray-Lougheed Madeline Schmidt      | Kanada                      | 1:38,537 | FB    |

## Półfinały
Osady z miejsc 1-4 awansowały do finału A, pozostałe do finału B.
Półfinał 1
| Pozycja | Tor | Zawodniczki                                                           | Państwo   | Czas     | Uwagi |
| ------- | --- | --------------------------------------------------------------------- | --------- | -------- | ----- |
| 1.      | 5   | Danuta Kozák Tamara Csipes Anna Kárász Dóra Bodonyi                   | Węgry     | 1:36,529 | FA    |
| 2.      | 3   | Marharyta Machniewa Nadzieja Papok Wolha Chudzienka Maryna Litwinczuk | Białoruś  | 1:36,672 | FA    |
| 3.      | 4   | Sabrina Hering-Pradler Melanie Gebhardt Jule Hake Tina Dietze         | Niemcy    | 1:36,737 | FA    |
| 4.      | 2   | Jaime Roberts Jo Brigden-Jones Shannon Reynolds Catherine McArthur    | Australia | 1:38,170 | FA    |
| 5.      | 6   | Manon Hostens Vanina Paoletti Sarah Guyot Léa Jamelot                 | Francja   | 1:38,202 | FB    |

Półfinał 2
| Pozycja | Tor | Zawodniczki                                                                  | Państwo       | Czas     | Uwagi |
| ------- | --- | ---------------------------------------------------------------------------- | ------------- | -------- | ----- |
| 1.      | 5   | Karolina Naja Anna Puławska Justyna Iskrzycka Helena Wiśniewska              | Polska        | 1:36,078 | FA    |
| 2.      | 4   | Lisa Carrington Alicia Hoskin Caitlin Regal Teneale Hatton                   | Nowa Zelandia | 1:36,293 | FA    |
| 3.      | 3   | Li Dongyin Zhou Yu Ma Qing Wang Nan                                          | Chiny         | 1:36,697 | FA    |
| 4.      | 2   | Emma Jørgensen Julie Funch Sara Milthers Bolette Nyvang Iversen              | Dania         | 1:37,386 | FA    |
| 5.      | 6   | Marija Kiczasowa-Skoryk Ludmyła Kuklinowśka Anastasija Todorowa Maríja Powch | Ukraina       | 1:38,489 | FB    |

## Finały

### Finał B
| Pozycja | Tor | Zawodniczki                                                                    | Państwo                     | Czas     | Uwagi |
| ------- | --- | ------------------------------------------------------------------------------ | --------------------------- | -------- | ----- |
| 9.      | 5   | Manon Hostens Vanina Paoletti Sarah Guyot Léa Jamelot                          | Francja                     | 1:38,346 |       |
| 10.     | 4   | Marija Kiczasowa-Skoryk Ludmyła Kuklinowśka Anastasija Todorowa Maríja Powch   | Ukraina                     | 1:39,276 |       |
| 11.     | 6   | Andréanne Langlois Michelle Russell Alanna Bray-Lougheed Madeline Schmidt      | Kanada                      | 1:39,946 |       |
| 12.     | 3   | Natalja Podolskaja Anastasija Dołgowa Kira Stiepanowa Swietłana Czernigowskaja | Rosyjski Komitet Olimpijski | 1:40,951 |       |

### Finał A
| Pozycja | Tor | Zawodniczki                                                           | Państwo       | Czas     | Uwagi |
| ------- | --- | --------------------------------------------------------------------- | ------------- | -------- | ----- |
| złoto   | 5   | Danuta Kozák Tamara Csipes Anna Kárász Dóra Bodonyi                   | Węgry         | 1:35,463 |       |
| srebro  | 3   | Marharyta Machniewa Nadzieja Papok Wolha Chudzienka Maryna Litwinczuk | Białoruś      | 1:36,073 |       |
| brąz    | 4   | Karolina Naja Anna Puławska Justyna Iskrzycka Helena Wiśniewska       | Polska        | 1:36,073 |       |
| 4.      | 6   | Lisa Carrington Alicia Hoskin Caitlin Regal Teneale Hatton            | Nowa Zelandia | 1:37,168 |       |
| 5.      | 7   | Sabrina Hering-Pradler Melanie Gebhardt Jule Hake Tina Dietze         | Niemcy        | 1:37,243 |       |
| 6.      | 2   | Li Dongyin Zhou Yu Ma Qing Wang Nan                                   | Chiny         | 1:38,121 |       |
| 7.      | 1   | Jaime Roberts Jo Brigden-Jones Shannon Reynolds Catherine McArthur    | Australia     | 1:39,797 |       |
| 8.      | 8   | Emma Jørgensen Julie Funch Sara Milthers Bolette Nyvang Iversen       | Dania         | 1:41,141 |       |